# ديفيد غور
ديفيد غور (بالإنجليزية: David Gurr)‏ (1936)؛ روائي كندي.